# Gonçalo Paciência
Gonçalo Paciência (Oporto, 1 de agosto de 1994) es un futbolista portugués. Juega de delantero y su equipo es el Sport Recife del Campeonato Brasileño de Serie A.
Su padre es el exfutbolista Domingos Paciência.

## Trayectoria
Surgió del F. C. Porto "B", donde debutó en 2013. Posteriormente pasó por equipos de su país, así como el Olympiacos F. C. griego y los conjuntos alemanes del Eintracht Fráncfort y el F. C. Schalke 04.
El 6 de agosto de 2022 se hizo oficial su fichaje por el R. C. Celta de Vigo hasta junio de 2025. Casi al mes de llegar sufrió una rotura fibrilar que le iba a obligar a parar durante varias semanas, lesión que vino acompañada de otra en la mano tras golpear a una pared. En su primera temporada marcó tres goles en 28 partidos y el 1 de septiembre de 2023 regresó a Alemania después de ser cedido al VfL Bochum. Tras esta cesión se desvinculó del conjunto vigués el siguiente mes de agosto al llegar a un acuerdo para la rescisión de su contrato. Entonces se marchó a Japón para jugar en el Sanfrecce Hiroshima.
El 8 de enero de 2025, tras haber rescindido su contrato con Sanfrecce Hiroshima, fichó por el Sport Recife brasileño hasta final de año.

## Selección nacional
Fue internacional con la selección de fútbol sub-23, habiendo marcado su primer gol a Argentina en la fase de grupos de los Juegos Olímpicos de Río de Janeiro 2016. El 14 de noviembre de 2017 debutó con la selección de Portugal contra Estados Unidos.

## Estadísticas

### Clubes
Actualizado al último partido disputado el 27 de marzo de 2025.
| Club                           | Div.          | Temporada     | Liga  | Liga  | Estatal | Estatal | Copas nacionales | Copas nacionales | Copas internacionales | Copas internacionales | Total | Total |
| Club                           | Div.          | Temporada     | Part. | Goles | Part.   | Goles   | Part.            | Goles            | Part.                 | Goles                 | Part. | Goles |
| ------------------------------ | ------------- | ------------- | ----- | ----- | ------- | ------- | ---------------- | ---------------- | --------------------- | --------------------- | ----- | ----- |
| F. C. Porto "B" Portugal       | 2.ª           | 2013-14       | 19    | 5     | —       | —       | —                | —                | —                     | —                     | 19    | 5     |
| F. C. Porto "B" Portugal       | 2.ª           | 2014-15       | 16    | 9     | —       | —       | —                | —                | —                     | —                     | 16    | 9     |
| F. C. Porto "B" Portugal       | Total club    | Total club    | 35    | 14    | 0       | 0       | 0                | 0                | 0                     | 0                     | 35    | 14    |
| F. C. Porto Portugal           | 1.ª           | 2014-15       | 1     | 0     | —       | —       | 3                | 1                | 0                     | 0                     | 4     | 1     |
| Académica de Coimbra Portugal  | 1.ª           | 2015-16       | 27    | 3     | —       | —       | 3                | 1                | —                     | —                     | 30    | 4     |
| Académica de Coimbra Portugal  | Total club    | Total club    | 27    | 3     | 0       | 0       | 3                | 1                | 0                     | 0                     | 30    | 4     |
| Olympiacos · Grecia            | 1.ª           | 2016-17       | 1     | 0     | —       | —       | —                | —                | 0                     | 0                     | 1     | 0     |
| Olympiacos · Grecia            | Total club    | Total club    | 1     | 0     | 0       | 0       | 0                | 0                | 0                     | 0                     | 1     | 0     |
| Rio Ave F. C. Portugal         | 1.ª           | 2016-17       | 15    | 1     | —       | —       | 0                | 0                | —                     | —                     | 15    | 1     |
| Rio Ave F. C. Portugal         | Total club    | Total club    | 15    | 1     | 0       | 0       | 0                | 0                | 0                     | 0                     | 15    | 1     |
| Vitória Setúbal Portugal       | 1.ª           | 2017-18       | 18    | 5     | —       | —       | 7                | 6                | —                     | —                     | 25    | 11    |
| Vitória Setúbal Portugal       | Total club    | Total club    | 18    | 5     | 0       | 0       | 7                | 6                | 0                     | 0                     | 25    | 11    |
| F. C. Porto Portugal           | 1.ª           | 2017-18       | 9     | 0     | —       | —       | 1                | 0                | 2                     | 0                     | 12    | 0     |
| F. C. Porto Portugal           | Total club    | Total club    | 10    | 0     | 0       | 0       | 4                | 1                | 2                     | 0                     | 16    | 1     |
| Eintracht Fráncfort · Alemania | 1.ª           | 2018-19       | 11    | 3     | —       | —       | 1                | 1                | 6                     | 1                     | 18    | 5     |
| Eintracht Fráncfort · Alemania | 1.ª           | 2019-20       | 23    | 7     | —       | —       | 4                | 0                | 16                    | 3                     | 43    | 10    |
| F. C. Schalke 04 · Alemania    | 1.ª           | 2020-21       | 15    | 1     | —       | —       | 1                | 0                | ―                     | ―                     | 16    | 1     |
| F. C. Schalke 04 · Alemania    | Total club    | Total club    | 15    | 1     | 0       | 0       | 1                | 0                | 0                     | 0                     | 16    | 1     |
| Eintracht Fráncfort · Alemania | 1.ª           | 2021-22       | 18    | 3     | —       | —       | 1                | 0                | 6                     | 2                     | 25    | 5     |
| Eintracht Fráncfort · Alemania | Total club    | Total club    | 52    | 13    | 0       | 0       | 6                | 1                | 28                    | 6                     | 86    | 20    |
| R. C. Celta de Vigo · España   | 1.ª           | 2022-23       | 25    | 2     | —       | —       | 3                | 1                | ―                     | ―                     | 28    | 3     |
| R. C. Celta de Vigo · España   | Total club    | Total club    | 25    | 2     | 0       | 0       | 3                | 1                | 0                     | 0                     | 28    | 3     |
| VfL Bochum · Alemania          | 1.ª           | 2023-24       | 21    | 3     | —       | —       | ―                | ―                | ―                     | ―                     | 21    | 3     |
| VfL Bochum · Alemania          | Total club    | Total club    | 21    | 3     | 0       | 0       | 0                | 0                | 0                     | 0                     | 21    | 3     |
| Sanfrecce Hiroshima Japón      | 1.ª           | 2024          | 8     | 2     | —       | —       | 2                | 0                | 3                     | 2                     | 13    | 4     |
| Sanfrecce Hiroshima Japón      | Total club    | Total club    | 8     | 2     | 0       | 0       | 2                | 0                | 3                     | 2                     | 13    | 4     |
| Sport Recife · Brasil          | 1.ª           | 2025          | 0     | 0     | 14      | 5       | 1                | 0                | —                     | —                     | 15    | 5     |
| Sport Recife · Brasil          | Total club    | Total club    | 0     | 0     | 14      | 5       | 1                | 0                | 0                     | 0                     | 15    | 5     |
| Total carrera                  | Total carrera | Total carrera | 227   | 44    | 14      | 5       | 27               | 10               | 33                    | 8                     | 301   | 67    |
| 1. 2. 3.                       |               |               |       |       |         |         |                  |                  |                       |                       |       |       |

## Palmarés

### Títulos estatales
| Título                  | Club         | Estado     | Año  |
| ----------------------- | ------------ | ---------- | ---- |
| Campeonato Pernambucano | Sport Recife | Pernambuco | 2025 |

### Títulos nacionales
| Título              | Club             | País     | Año  |
| ------------------- | ---------------- | -------- | ---- |
| Superliga de Grecia | Olympiacos F. C. | Grecia   | 2017 |
| Primeira Liga       | F. C. Porto      | Portugal | 2018 |

### Títulos internacionales
| Título                 | Club                | Sede    | Año  |
| ---------------------- | ------------------- | ------- | ---- |
| Liga Europa de la UEFA | Eintracht Fráncfort | Sevilla | 2022 |